# Eudonia aeolis
Eudonia aeolis là một loài bướm đêm trong họ Crambidae.